# 伊恩·辛克莱尔
伊恩·辛克莱尔（1943年6月11日—）是一位英国作家和电影制片人，毕业于車特咸學院和都柏林三一學院，2009年当选皇家文學學會院士。